# 八里大眾廟
八里大眾廟，是一所臺灣新北市八里區的臺灣民間信仰廟宇，與八里天后宮以及西龍巖並稱為八里三大古廟。位於八里渡船頭街巷道旁，為新北市歷史建築，主祀文武大眾老爺，該廟建於嘉慶元年（1796年）迄今二百多年歷史，大眾爺的靈驗在八里坌人生活中佔有非常重要的地位，為八里坌街崛起後，成為本區最熱鬧貨物集散中心的象徵。

## 例祭
每年農曆5月1日為大眾爺聖誕由本區9位里長迎大眾爺至各里遶境，另外農曆七月十四、十五日由頂庄、中庄、下庄三庄頭輪流舉辦放水燈及中元普渡慶典活動。

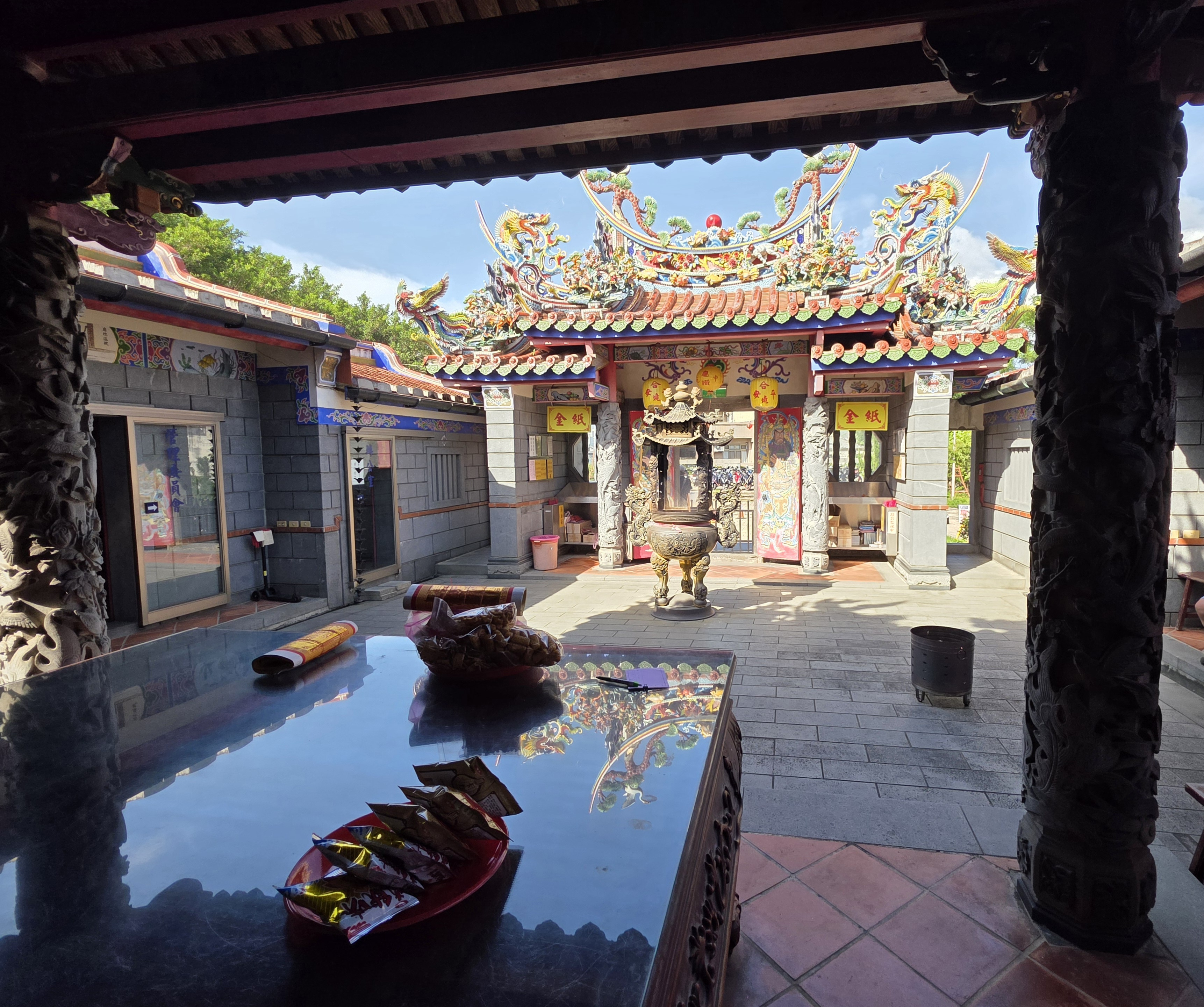
廟埕
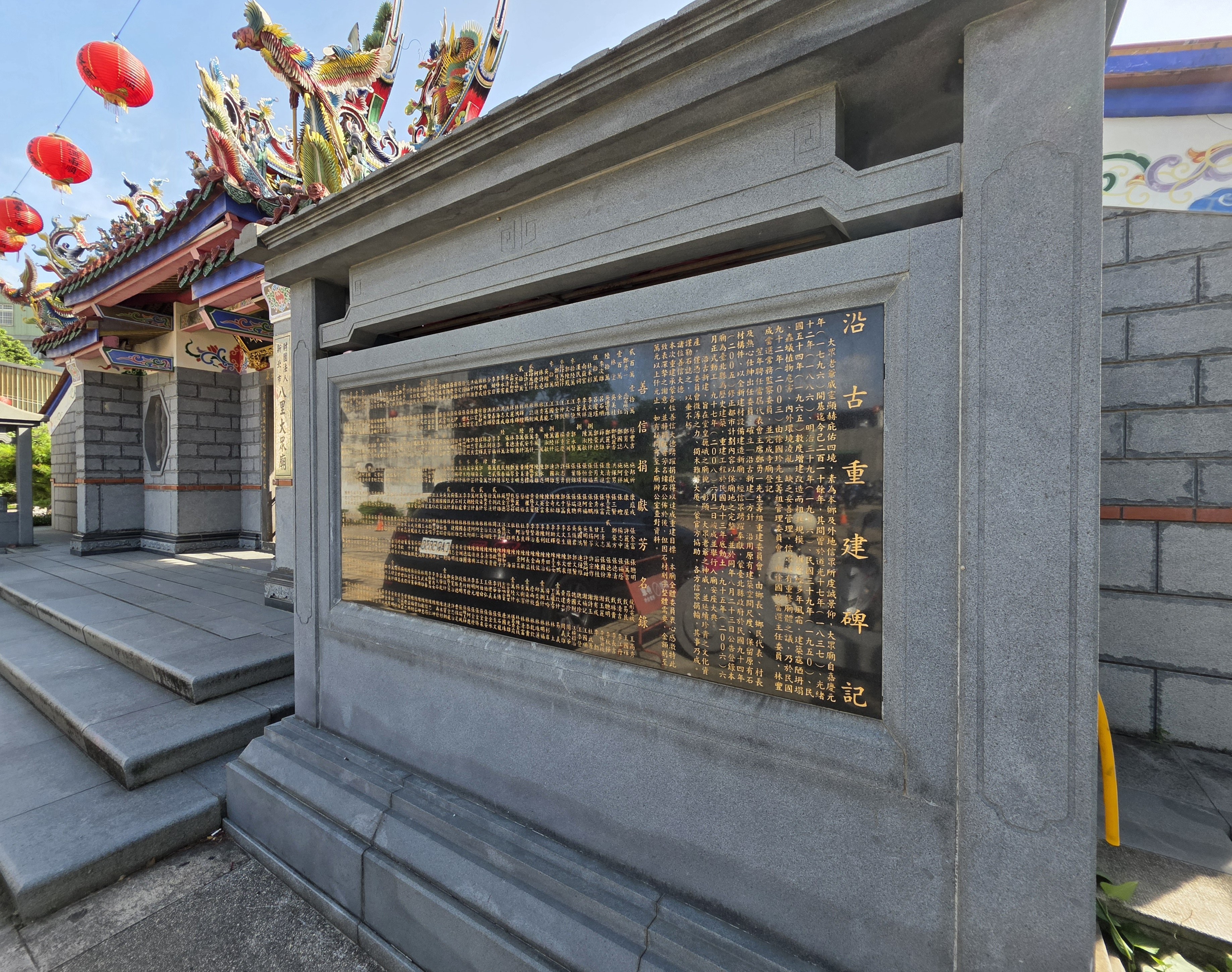
沿革碑記
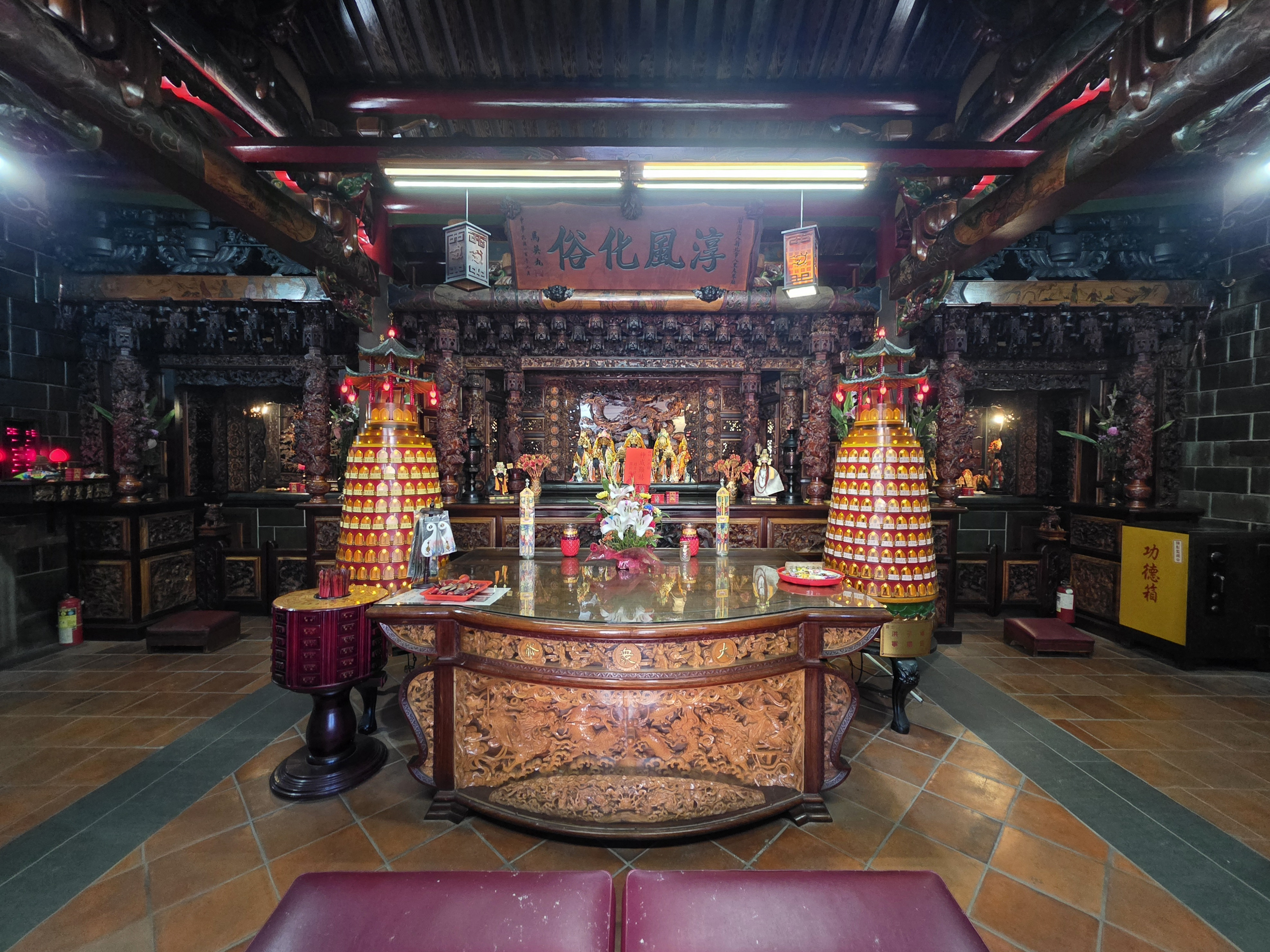
室內

## 祀神
正殿明間供奉大眾老爺、謝范將軍神像，左次間神龕供奉福德正神、地藏王菩薩、中壇元帥等神祇，右次間供奉「功德堂上開基歷代先賢本境無主男女孤魂等之神位」，兩側牆前供奉謝范將軍神將，左廊間供奉「地獄公之神位」、右廊間供奉馬賽爺神像，馬賽爺原是大眾廟旁祠廟的祀神，祠廟拆除後將神像遷入。右護龍作為乩童濟世神壇，室內供奉大眾爺神像。另在八里渡船頭附近有一修建於清道光七年（西元1827年）的義塚，墓碑銘文「萬善同歸坆墓」。

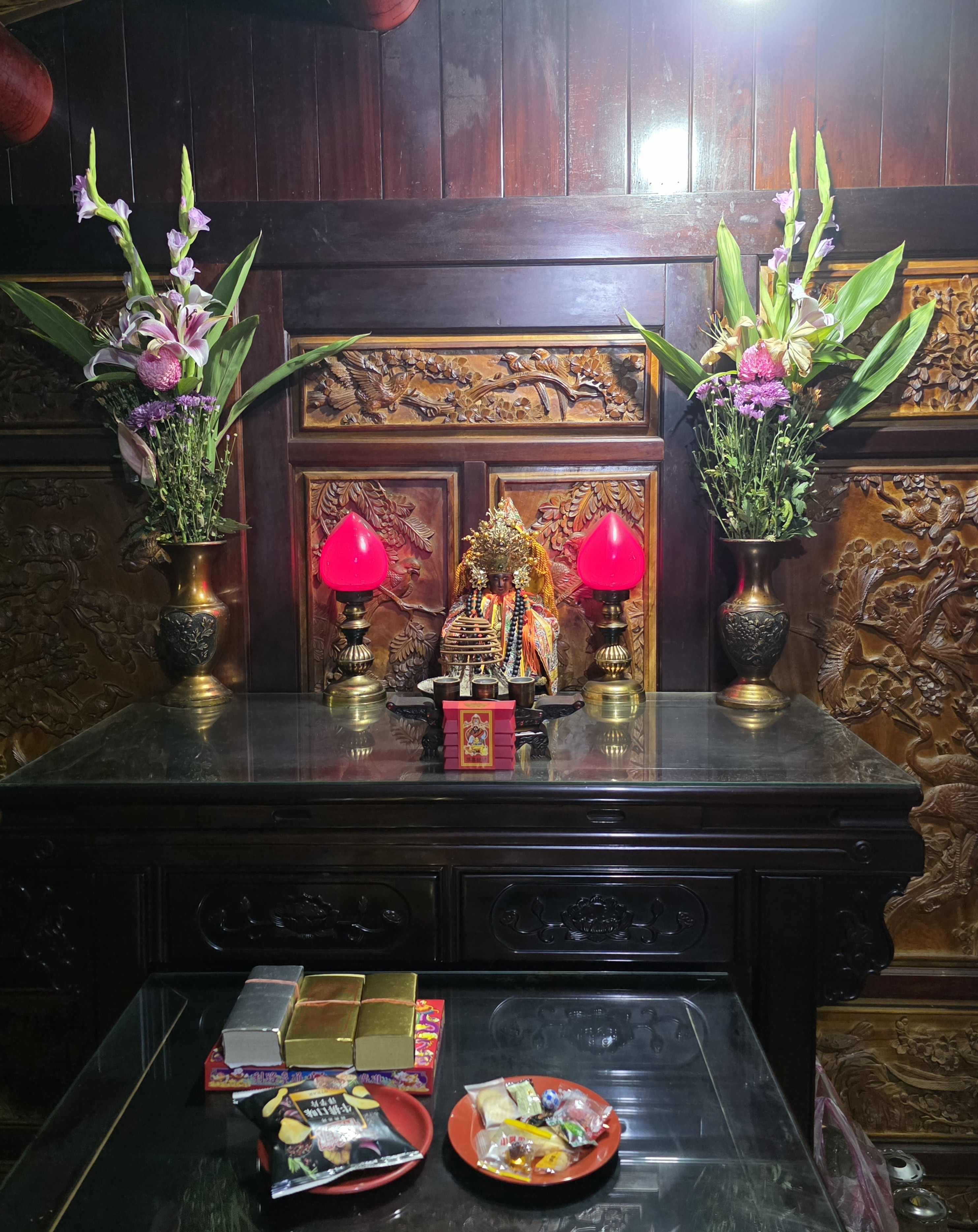
馬賽爺
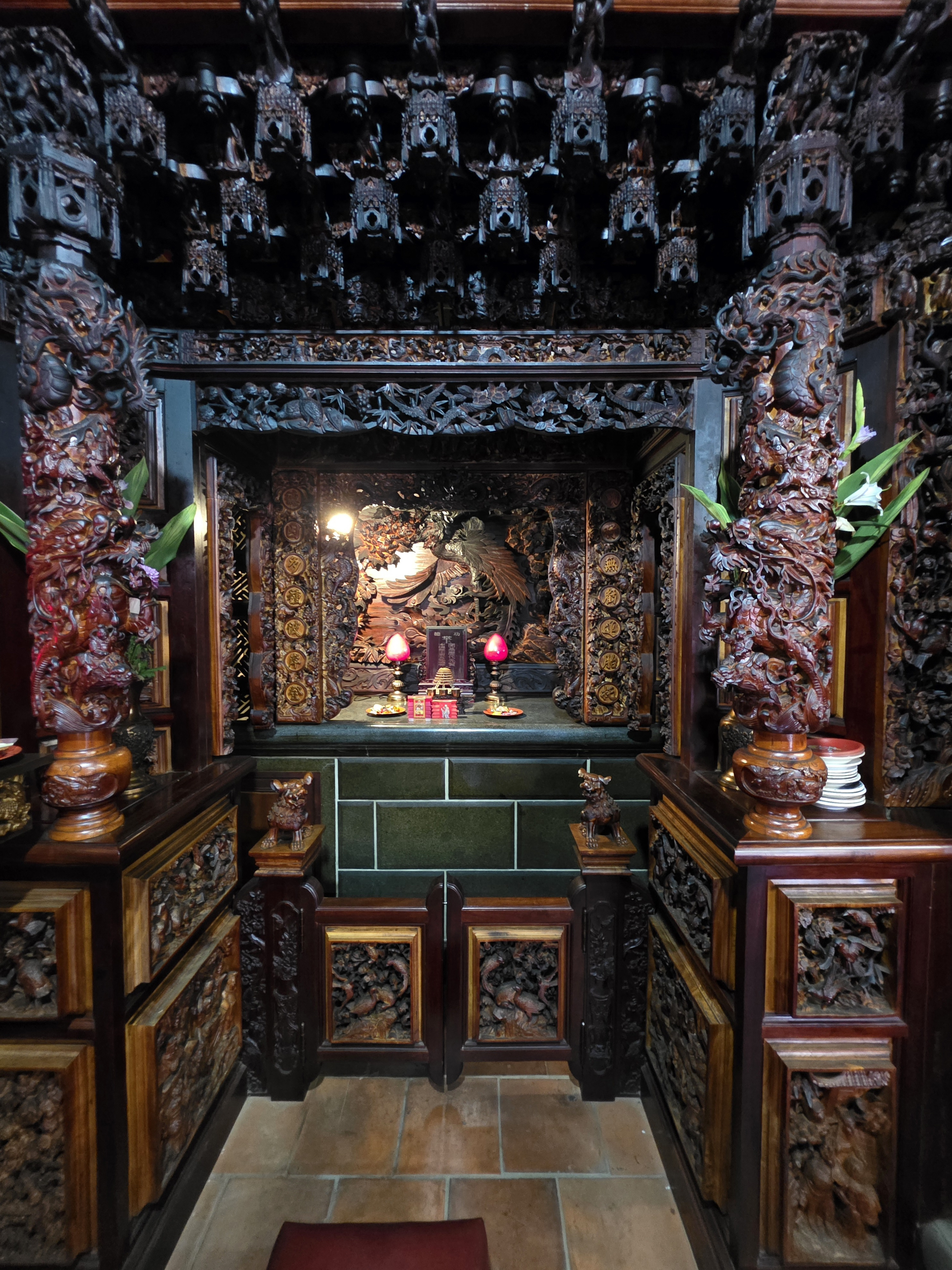
功德堂
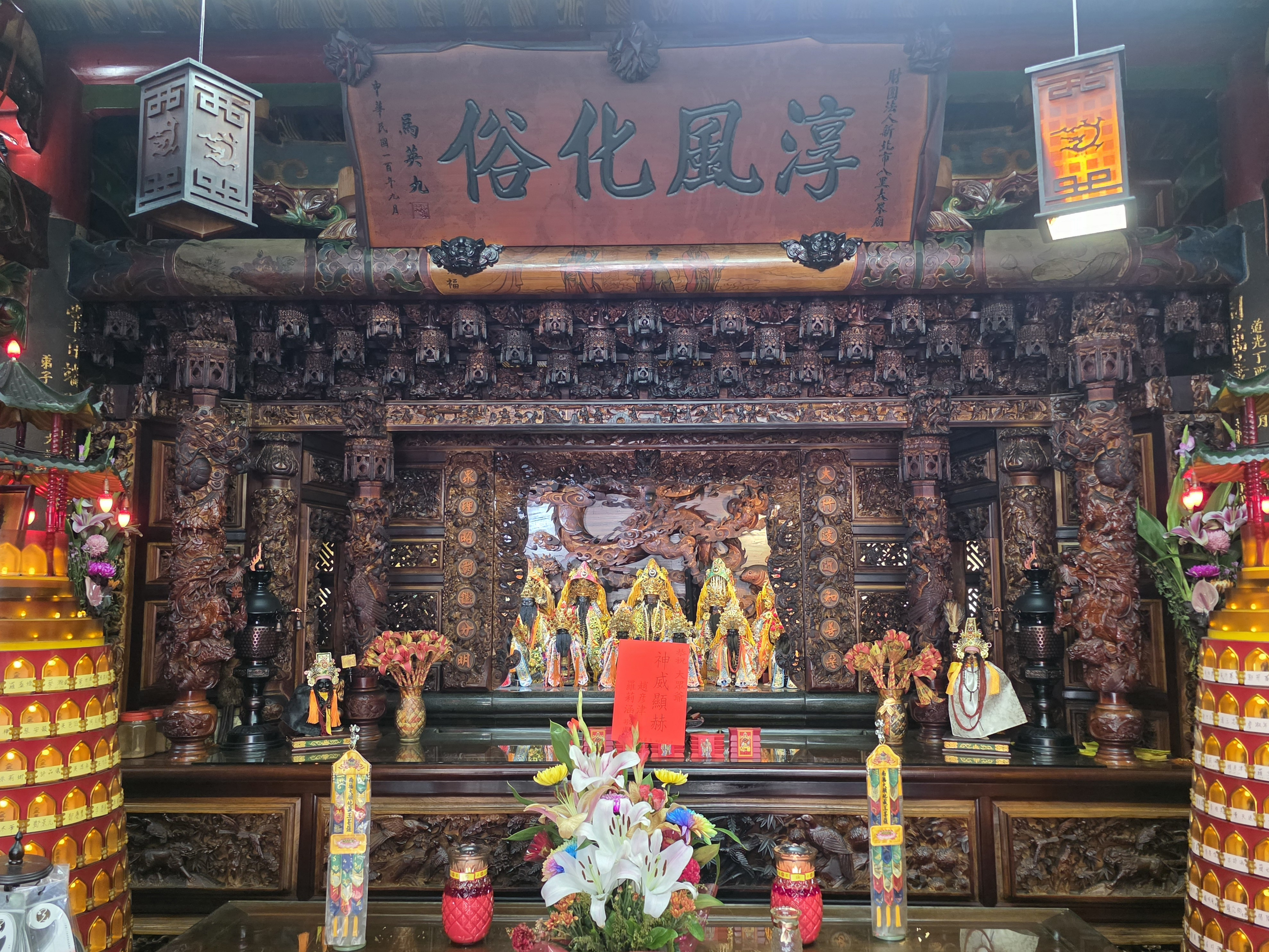
大眾老爺
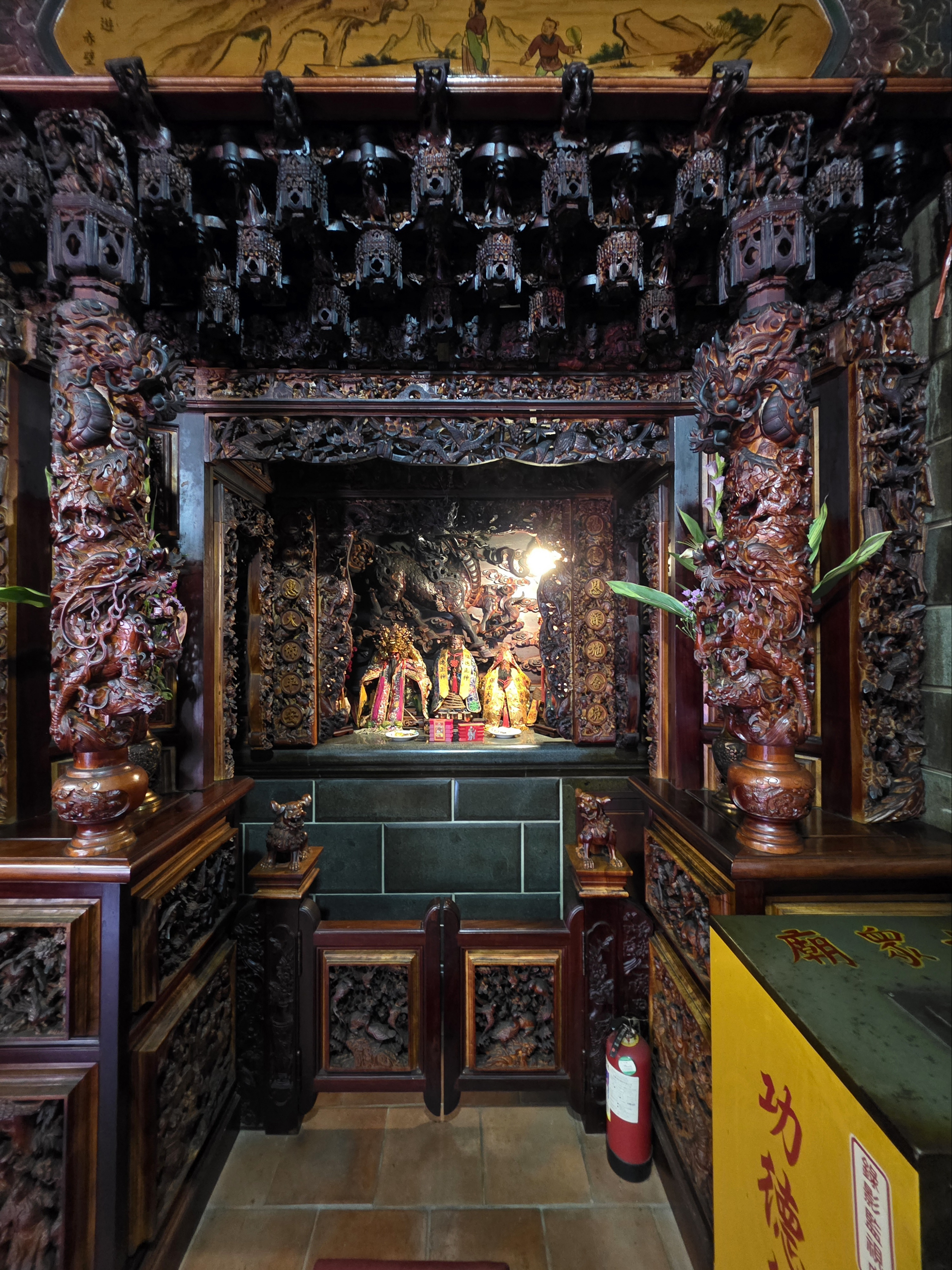
福德正神
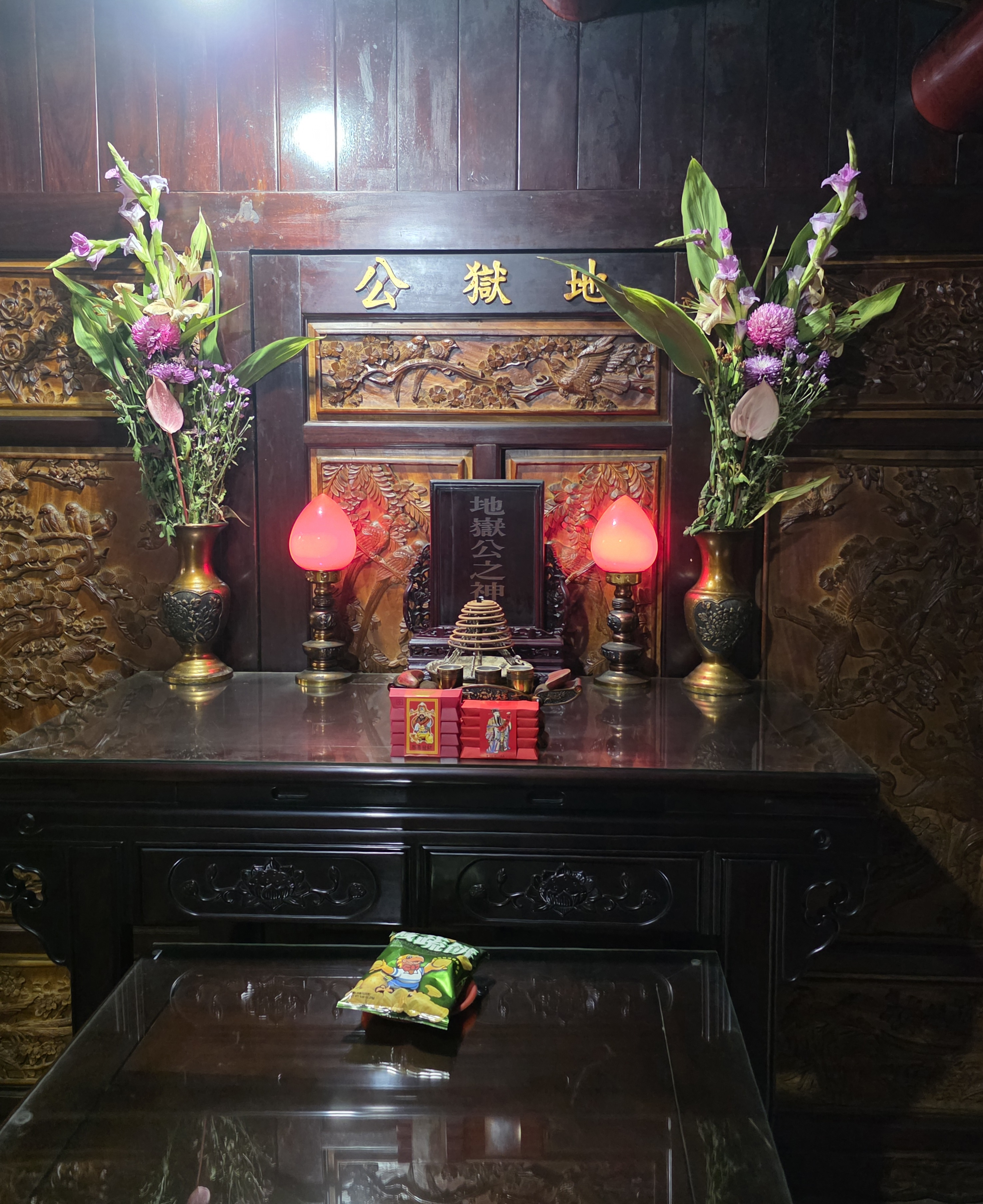
地獄公

## 外部連結
- 八里坌大眾廟的Facebook專頁
- 風雨不減信仰誠心 八里迎接大眾老爺廟遶境 （页面存档备份，存于）